# Douglas DC-10
De Douglas DC-10, eigenlijk McDonnell Douglas DC-10, is een driemotorig widebody-toestel dat op 29 augustus 1970 zijn eerste vlucht maakte. De DC-10 (versie DC-10-10) was bedoeld als 'luchtbus' voor het Amerikaanse luchtverkeer, net als de concurrerende Lockheed TriStar. 
Oorspronkelijk was de DC-10 ontworpen als een tweemotorig vliegtuig. Vanwege de eis om met een volledige lading vanaf bestaande, soms vrij korte, start- en landingsbanen te kunnen opereren, was een derde motor nodig, die in de staart werd geplaatst. Deze staartmotor, die qua vormgeving aan een sigaar doet denken, is karakteristiek geworden voor dit vliegtuigtype. Latere versies, de DC-10-30 en DC-10-40, hadden een groter vliegbereik en werden zodoende ingezet op langeafstandsvluchten. Deze twee versies vallen ook op door het derde landingsgestel midden onder de romp. 
De DC-10 werd midden jaren tachtig verder ontwikkeld tot de McDonnell Douglas MD-11.

## Incidenten
De DC-10 had aanvankelijk een slechte reputatie vanwege diverse ongelukken, die in de beginperiode veroorzaakt werden door het ontwerp van de laaddeuren van de vrachtruimte. Het toestel kreeg dan ook bijnamen als de "flying coffin" (vliegende doodskist), "Crowd Killer" en "Deadly Douglas".
- Het zwaarste ongeluk was dat met Turkish Airlines-vlucht 981 op 3 maart 1974, destijds de grootste vliegramp ooit.
- Na het ongeluk van American Airlines-vlucht 191 bij Chicago op 25 mei 1979, waarbij tijdens het opstijgen een motor afbrak van de vleugel en 273 doden vielen, kreeg het toestel zelfs tijdelijk een vliegverbod. Van 6 tot 20 juni stonden alle machines van dit type aan de grond. Het verongelukken van de vlucht van American Airlines bleek echter niets met het ontwerp van doen te hebben maar met slecht uitgevoerd onderhoud aan de motor, acht weken eerder. Als gevolg van dit onderzoeksresultaat werden de onderhoudseisen voor vliegtuigen sterk aangescherpt. Polygoonjournaal uit 1979. DC-10's blijven aan de grond. De situatie op Schiphol en inspectie van de machines.
- Ook in 1979 verongelukte Air New Zealand-vlucht 901 tijdens een rondvlucht boven de Zuidpool. De machine vloog tegen de 3800 meter hoge berg Erebus. De oorzaak was een combinatie van een verkeerd geprogrammeerde navigatiecomputer en desoriëntatie van de bemanning als gevolg van een verschijnsel dat whiteout wordt genoemd en dat onder bepaalde omstandigheden kan ontstaan tijdens het vliegen boven sneeuw- en ijsgebieden.
- Op 19 juli 1989 verloor United Airlines-vlucht 232 alle druk in de hydraulische systemen nadat een rotorblad in de staartmotor afbrak en behalve de motor ook de hydraulische leidingen van het vliegtuig vernielde. Bij de zeer gecompliceerde noodlanding in Sioux City verongelukte het toestel.
- Bij de vliegramp bij Faro op 21 december 1992 stortte een Douglas DC-10-30CF van de Nederlandse maatschappij Martinair tijdens de landing neer. Van de 13 bemanningsleden en 327 passagiers vonden 54 passagiers en twee stewardessen de dood.
- Op 7 april 1994 bleek de DC-10 zich een uitermate sterk vliegtuig te tonen tijdens een poging tot kaping van FedEx-vlucht 705. Een van de vliegers van dit vrachttoestel, een voormalig jachtvlieger, deed er alles aan om de belager uit balans te brengen: scherpe bochten, stijg- en dalingshoeken van meer dan geoorloofd en snelheden van vér boven het toegestane maximum. Uiteindelijk slaagde de bemanning de kaper overmeesteren. Ook de landing was moeilijk: vanwege de hoeveelheid brandstof die nog aan boord was, woog het vliegtuig veel meer dan het landingsgestel kon dragen. De DC-10 met registratienummer N306FE doorstond dit alles zonder problemen en werd, na te zijn voorzien van nieuw interieur, weer opgenomen in de vloot.

## Gebruikers
De Amerikaanse luchtmacht bestelde 60 stuks KC-10A Extender, het op de DC-10 gebaseerde tank- en transportvliegtuig.
De eerste passagiersvlucht met de McDonnell Douglas DC-10 vond plaats op 5 augustus 1971. American Airlines vloog met het toestel passagiers op en neer tussen Los Angeles en Chicago. In Nederland vlogen zowel KLM als Martinair met de DC-10-30.
KLM en Swissair waren de eerste luchtvaartmaatschappijen ter wereld die met de DC-10-30 vlogen. KLM bestelde er tien, maar uiteindelijk zijn maar vijf machines bij de maatschappij in dienst geweest. De overige vijf werden verhuurd aan onder andere Philippine Airlines, Garuda Indonesia en het Venezolaanse VIASA. De machines waarmee KLM zelf opereerde, waren voorzien van namen van componisten van klassieke muziek. De eerste, met registratie PH-DTA, droeg de naam Johann Sebastian Bach, daarna volgden de PH-DTB met de naam Ludwig van Beethoven, de PH-DTC Frédéric François Chopin, de PH-DTD Maurice Ravel, de PH-DTE Wolfgang Amadeus Mozart en de PH-DTF Giuseppe Verdi. De later geleverde machines die KLM uitbesteedde, de PH-DTG, PH-DTI, PH-DTK en PH-DTL, kregen geen naam. De PH-DTL heeft in de periode 1977-1991 wel voor KLM gevlogen en kreeg uiteindelijk wel een naam, namelijk Edvard H Grieg. Bij KLM werd de DC-10 opgevolgd door de MD-11.
Martinair had vijf DC-10's in haar vloot. Dit waren 'convertible' vliegtuigen met een grote vrachtdeur met de aanduiding DC-10-30CF. Enkele daarvan kregen een naam: de PH-MBG J. Henry Dunant en de PH-MBN Anthony Ruys. Daarna volgden de PH-MBP Hong Kong, de PH-MBT en de PH-MCO. Twee van deze toestellen, de PH-MBP en de PH-MBT, zijn omgebouwd tot de KDC-10's voor de Nederlandse Koninklijke Luchtmacht. De eerste machine werd sindsdien voorzien van de naam Jan Scheffer, de andere droeg de naam Prins Bernhard. De twee toestellen vlogen tot oktober 2021 bij de KLu. Een ander toestel, de PH-MBN, was betrokken bij de vliegramp in Faro. Na de DC-10 kwam bij Martinair de MD-11 in dienst.
In België vloog Sabena vanaf 12 september 1973 met een DC-10, de OO-SLA. Later werden er nog vier geleverd, deze machines kregen de registraties OO-SLB, OO-SLC, OO-SLD en OO-SLE. De OO-SLD was de eerste die de maatschappij verliet. Na die laatste commerciële vlucht op 25 augustus 1991 werd het vliegtuig doorverkocht aan Federal Express als N320FE. Na meer dan 20 jaar dienst werden de OO-SLA en OO-SLB als laatste uitgefaseerd. Sabena koos de Airbus A340 als vervanger van de DC-10, maar in de tijd van de samenwerking met Air France had Sabena deze Airbussen wel in 1993 in ontvangst genomen, maar moest ze deze doorverhuren aan Air France tot 1996. Tijdens deze periode huurde Sabena vier DC-10-toestellen bij Lufthansa. Twee daarvan werden ingeschreven in het Belgisch luchtvaartregister als OO-SLG (voorheen D-ADGO) en OO-SLH (voorheen D-ADHO). De twee andere hielden hun Duitse registraties, D-ADJO en D-ADMO. Op 8 mei 1997 vertrok de laatste DC-10 uit de vloot.
Biman Bangladesh Airlines vervoerde als laatste luchtvaartmaatschappij passagiers met de DC-10. De laatste reguliere lijnvlucht vond plaats op 24 februari 2014 van Dhaka naar Birmingham. 35 Passagiers kochten speciaal voor deze vlucht een ticket. De één uur durende rondvluchten die de luchtvaartmaatschappij vervolgens speciaal voor de fans van de driemotorige jet organiseerde, waren uitverkocht. Het was oorspronkelijk de bedoeling dat deze DC-10 bewaard zou blijven in een museum, maar het toestel is toch gesloopt.
Er zijn, exclusief de KC-10, 386 DC-10's gebouwd, de laatste in 1988. Grootste klanten waren American Airlines en United Airlines met elk ongeveer 50 exemplaren. Op dit moment treft men de DC-10 alleen nog aan als vrachtvliegtuig. Boeing, opkoper van McDonnell Douglas, ontwikkelde de MD-10-conversie voor Federal Express, die bestond uit het ombouwen van bestaande DC-10's (zowel vrachttoestellen als voormalige passagiersvliegtuigen) naar een up-to-date cockpit (gelijk aan die van de MD-11).